# Tõnu Teesalu
Tõnu Teesalu (ur. 3 maja 1939 w Vihterpalu) – radziecki (estoński) kierowca wyścigowy.

## Biografia
Od 1971 roku ścigał się Estonią 15 w Formule 4. W 1972 roku zadebiutował w mistrzostwach ZSRR, zostając jednocześnie mistrzem Estonii. Rok później został wicemistrzem Estonii. W sezonie 1974 został mistrzem Estonii oraz wicemistrzem ZSRR. Rok później był czwarty w edycji radzieckiej. W 1977 roku zadebiutował w Formule 3, zdobywając trzecie miejsce w klasyfikacji mistrzostw Estonii. Z aktywności zawodniczej zrezygnował po 1979 roku.
Był bratem Lembita, również kierowcy wyścigowego.

## Wyniki
| Legenda oznaczeń w tabelach wyników Wyświetl szablon na nowej stronie | Legenda oznaczeń w tabelach wyników Wyświetl szablon na nowej stronie                                                                     |
| Oznaczenie                                                            | Wyjaśnienie |
| --------------------------------------------------------------------- | --- |
| Złoty                                                                 | Zwycięzca lub mistrzostwo |
| Srebrny                                                               | 2. miejsce lub wicemistrzostwo |
| Brązowy                                                               | 3. miejsce lub II wicemistrzostwo |
| Zielony                                                               | Ukończył, punktował (w klasyfikacji generalnej, gdy zdobył co najmniej jeden punkt na przestrzeni sezonu, poza trzema powyższymi opcjami) |
| Niebieski                                                             | Ukończył, nie punktował (w klasyfikacji generalnej, gdy nie zdobył co najmniej jednego punktu na przestrzeni sezonu)                      |
| Czerwony                                                              | Nie zakwalifikował się (NZ) |
| Czerwony                                                              | Nie prekwalifikował się (NPK) |
| Różowy                                                                | Nie ukończył (NU) |
| Różowy                                                                | Niesklasyfikowany (NS) (w klasyfikacji generalnej, gdy nie został sklasyfikowany w żadnym wyścigu sezonu)                                 |
| Czarny                                                                | Zdyskwalifikowany (DK) |
| Czarny                                                                | Wykluczony (WYK/EX) |
| Biały                                                                 | Nie wystartował (NW) |
| Biały                                                                 | Kontuzjowany (K/INJ) |
| Biały                                                                 | Wyścig odwołany (OD/C) |
| Bez koloru                                                            | Został wycofany (WYC/WD) |
| Bez koloru                                                            | Nie przybył (NP/DNA) |
| Bez koloru                                                            | Nie brał udziału w treningach (NT/DNP) |
| Bez koloru                                                            | Nie został zgłoszony (–) |
| Pogrubienie                                                           | Start z pole position |
| Kursywa                                                               | Najszybsze okrążenie wyścigu |
| †                                                                     | Nie ukończył, ale jego rezultat został zaliczony ze względu na przejechanie więcej niż 90% dystansu wyścigu.                              |
| *                                                                     | Sezon w trakcie |
| 1/2/3                                                                 | Punktowana pozycja w sprincie kwalifikacyjnym                                                                                             |
| Lista systemów punktacji Formuły 1                                    | |

### Sowiecka Formuła 3
| Rok  | Zespół         | Samochód    | Silnik | Wyniki w poszczególnych eliminacjach | Wyniki w poszczególnych eliminacjach | Wyniki w poszczególnych eliminacjach | Wyniki w poszczególnych eliminacjach | Wyniki w poszczególnych eliminacjach | Wyniki w poszczególnych eliminacjach | Pkt. | Msc. |
| ---- | -------------- | ----------- | ------ | ------------------------------------ | ------------------------------------ | ------------------------------------ | ------------------------------------ | ------------------------------------ | ------------------------------------ | ---- | ---- |
| 1977 |                |             |        |                                      |                                      |                                      |                                      |                                      |                                      | 245  | 7    |
| 1977 | DOSAAF Tallinn | Estonia 18M | Łada   | 6                                    | 7                                    | 22                                   | 9                                    | 15                                   | 3                                    | 245  | 7    |

### Sowiecka Formuła 4
| Rok  | Zespół         | Samochód    | Silnik | Wyniki w poszczególnych eliminacjach | Wyniki w poszczególnych eliminacjach | Wyniki w poszczególnych eliminacjach | Wyniki w poszczególnych eliminacjach | Pkt. | Msc. |
| ---- | -------------- | ----------- | ------ | ------------------------------------ | ------------------------------------ | ------------------------------------ | ------------------------------------ | ---- | ---- |
| 1972 |                |             |        |                                      |                                      |                                      |                                      | 90   | 14   |
| 1972 | DOSAAF Tallinn | Estonia 15  | IŻ     | NU                                   | NU                                   | 2                                    |                                      | 90   | 14   |
| 1973 |                |             |        |                                      |                                      |                                      |                                      | 143  | 9    |
| 1973 | DOSAAF Tallinn | Estonia 15  | IŻ     | 9                                    | NZ                                   | 3                                    |                                      | 143  | 9    |
| 1974 |                |             |        |                                      |                                      |                                      |                                      | 282  | 2    |
| 1974 | DOSAAF Tallinn | Estonia 15M | IŻ     | 1                                    | 9                                    | ?                                    | ?                                    | 282  | 2    |
| 1975 |                |             |        |                                      |                                      |                                      |                                      | ?    | 4    |
| 1975 | DOSAAF Tallinn | Estonia 15M | IŻ     | 2                                    | NW                                   | 6                                    | 3                                    | ?    | 4    |
| 1976 |                |             |        |                                      |                                      |                                      |                                      | 180  | 6    |
| 1976 | DOSAAF Tallinn | Estonia 15M | IŻ     | NU                                   | 3                                    | 1                                    | NU                                   | 180  | 6    |